# Dentina

Secció d'una dent humana. La dentina és la de color ocre.

La dentina és un teixit intermedi, més tou que l'esmalt. És el segon teixit més dur del cos. És groguenc, i el seu alt grau d'elasticitat protegeix l'esmalt suprajacent contra les fractures. Està estretament vinculada a la polpa dentària, les cèl·lules especialitzades de la qual, els odontoblasts, l'elaboren deixant a la seva estructura les seves prolongacions citoplasmàtiques o prolongacions odontoblàstiques. A més dels components citoplasmàtics, la dentina està constituïda per una matriu col·làgena calcificada, composta principalment per col·lagen tipus I i proteïnes dsp (5% a 8%) i dpp (50%), travessada per canalicles o túbuls dentaris des del límit polpar fins a l'esmalt en corona i cement en arrel.

## Característiques
La dentina és ràdio-opaca per la seva relativament alta impregnació de sals minerals. El seu color és groc, i l'elasticitat és una capacitat de la que gaudeix aquest teixit i que depèn de l'estructura orgànica i contingut en aigua. Es compon en un 65% de matèria inorgànica (hidroxiapatita de calci), en un 25% de materials orgànics i en un 10% de plasma aquós. La substància orgànica és en gran part col·làgena I acompanyada de proteoglicans i glicoproteïnes.
La dentina és produïda pels odontoblasts, que s'ubiquen entre la dentina i la polpa dentària, i que conserven la seva relació amb la dentina durant tota la vida de la dent, que es pot autoreparar. La dentina presenta els canalicles dentaris, que contenen les prolongacions citoplasmàtiques dels processos odontoblàstics.
La dentina també es forma en segments de 4 a 8 mm, per la qual cosa es presenten al microscopi línies, anomenades línies d'Owen, anàlogues a les línies de Retzius.